# Daily Gazetteer
Daily Gazetteer foi um jornal periódico inglês publicado de 30 de junho de 1735 até 1746. O periódico, com edições diárias menos aos sábados, era impresso em Londres por Thomas Cooper em Paternoster Row.

## Nomes utilizados
O jornal foi publicado com os seguintes nomes: 
- The Daily Gazetteer or London Advertiser de 1746 até 15 de abril de 1748
- The London Gazetteer de 5 de dezembro de 1748 até outubro de 1753
- The Gazetteer and London Daily Advertiser de 1 de novembro de 1753 até abril 1764
- The Gazetteer and New Daily Advertiser de 27 de abril de 1764 até novembro de 1796
- The Gazetteer de novembro de 1796 até setembro de 1797